# Нитрат гексаамминникеля(II)
Нитрат гексаамминникеля(II) — неорганическое соединение, 
комплексный аммин соли металла никеля и азотной кислоты
с формулой [Ni(NH3)6](NO3)2,
синие кристаллы,
растворяется в воде.

## Получение
- Реакция насыщенного раствора нитрата никеля(II) с концентрированным раствором аммиака:

{\displaystyle {\mathsf {Ni(NO_{3})_{2}+6(NH_{3}\cdot H_{2}O)\ {\xrightarrow {}}\ [Ni(NH_{3})_{6}](NO_{3})_{2}+6H_{2}O}}}

## Физические свойства
Нитрат гексаамминникеля(II) образует синие кристаллы 
кубической сингонии,
пространственная группа P a3,
параметры ячейки a = 1,098 нм, Z = 4.

## Химические свойства
- Ступенчато разлагается при нагревании [1]:

{\displaystyle {\mathsf {[Ni(NH_{3})_{6}](NO_{3})_{2}\ {\xrightarrow[{-NH_{3}}]{78^{o}C}}\ [Ni(NH_{3})_{5}](NO_{3})_{2}\ {\xrightarrow[{-NH_{3}}]{116^{o}C}}\ [Ni(NH_{3})_{4}](NO_{3})_{2}\ {\xrightarrow {164-300^{o}C}}\ NiO+4NH_{3}+NO_{3}+NO_{2}}}}